# جانجير مادادي
جانجير مادادي (بالسويدية: Jangir Maddadi)‏، ولد في كردستان في عام 1979، هو مصمم صناعي يعيش في كالمار, السويد و صاحب مكتب جانجير مادادي للتصميم. في عام 2010, حصل على جائزة Årets Nybyggare من الملك كارل جوستاف السادس عشر ملك السويد لأعماله الريادية المتميزة كمواطن معتمد في السويد.
إن خطوط إنتاج شركة ماديدي من المقاعد الفاخرة ذات الطراز المعاصر، والزهور، وصناديق النفايات، والمصابيح موجهة بشكل أساسي نحو خصائص التطوير التجاري. وقد بيعت منتجات من مجموعته الأولى، وهي عائلة الأتحاد، إلى عملاء مثل روبرت ف. و ماري ريتشاردسون كينيدي ، كولومبيا بيكتشرز عن مجموعة من رجال ذو بزات سوداء 3.

## النشأة
ولد المدادي في كردستان حيث عاش حتى كان عمره 13 عاماً، عندما أجبرته الحرب العراقية–الإيرانية وعائلته على الفرار من مخيم اللاجئين إلى السويد والأستقرار في كالمار. التحق وتخرج من جامعة لينيوس للتصميم في بوكيبيرغ، السويد في عام 2004 وبدأت شركته في عام 2008.

## الجوائز
مدايدي حاصل على جائزة Årets Nybyggare 2010 في السويد.

## وصلات خارجية
- الموقع الرسمي